# Wim Crouwel (honkballer)

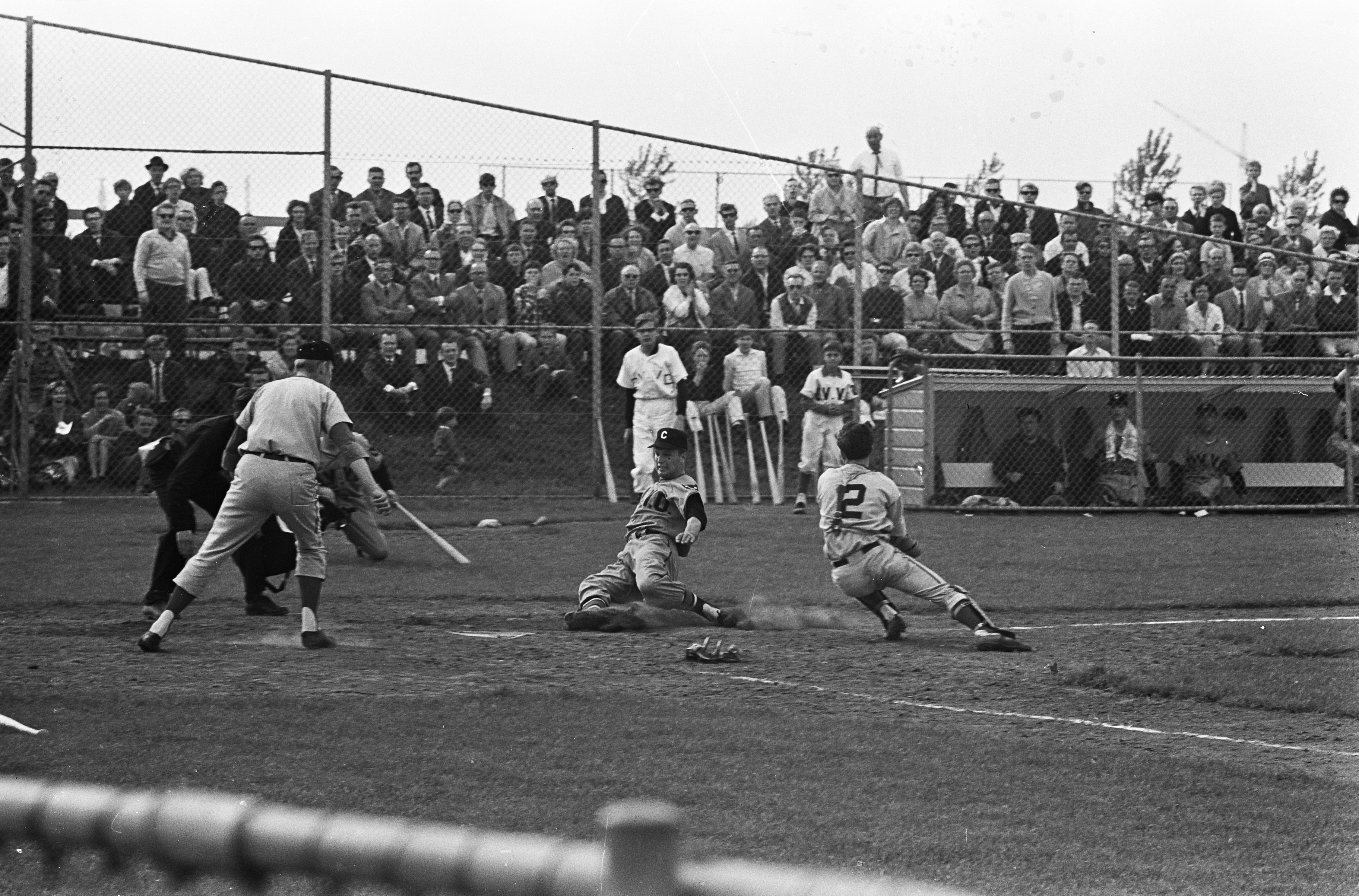
ABC tegen OVVO 1-3, Crouwel (midden) scoort eerste punt voor OVVO op 15 mei 1965

Wim Crouwel (Amsterdam, 30 juni 1942) is een voormalig Nederlands honkballer.

## Honkballoopbaan
Crouwel kwam uit voor de voormalige hoofdklassevereniging OVVO en speelde als achtervanger. Ook kwam hij dertien jaar, tussen 1961 en 1974, uit in die positie voor het Nederlands honkbalteam waarmee hij zes Europese titels behaalde, 84 interlands speelde, tweemaal werd uitgeroepen tot beste catcher en zevenmaal deelnam aan de Haarlemse Honkbalweek. Via het Leo van der Karfonds voor talentvolle sporters kon Crouwel in 1962 stage gaan lopen bij de organisatie van Chicago White Sox.

## Verdere werkzaamheden
Na zijn actieve topsportcarrière werd Crouwel fysiotherapeut en werkte voor diverse profvoetbalverenigingen waaronder tussen 1969 en 1981 voor de voormalige profclub FC Amsterdam. Hij was tijdens de Paralympics van 2004 Athene werkzaam als sportfysiotherapeut voor de tennissers en werkte hij drie jaar voor de Nederlandse herenhockeyteam tot aan de Olympische Spelen van Seoel. Na overdracht van zijn praktijk in 2001 ging hij werken voor de hoofdstedelijke Eredivisie-tennisvereniging Popeye Goldstar/Amstelpark en werd hij voorzitter van de Medische Commissie van de Amsterdamsche Football Club en de vereniging A.F.C. Crouwel begeleidde tevens het Nederlandse Dames Rolstoel basketbalteam dat brons behaalde op de Paralympics van Londen in 2012.. Crouwel is vader van de honkbalinternational Mike Crouwel die tweemaal deelnam aan de Olympische Spelen.